# Seta
Een seta of borstel (Latijn: saeta, borstel, meervoud setae) is een in de biologie algemeen gebruikte, beschrijvende term voor stijve, maar toch buigzame, haarvormige structuren bij micro-organismen, planten en dieren.

## Micro-organismen
Een seta is een stijve borstel bij eencelligen, dit in tegenstelling tot de buigzame en beweeglijke flagellen of trilharen.

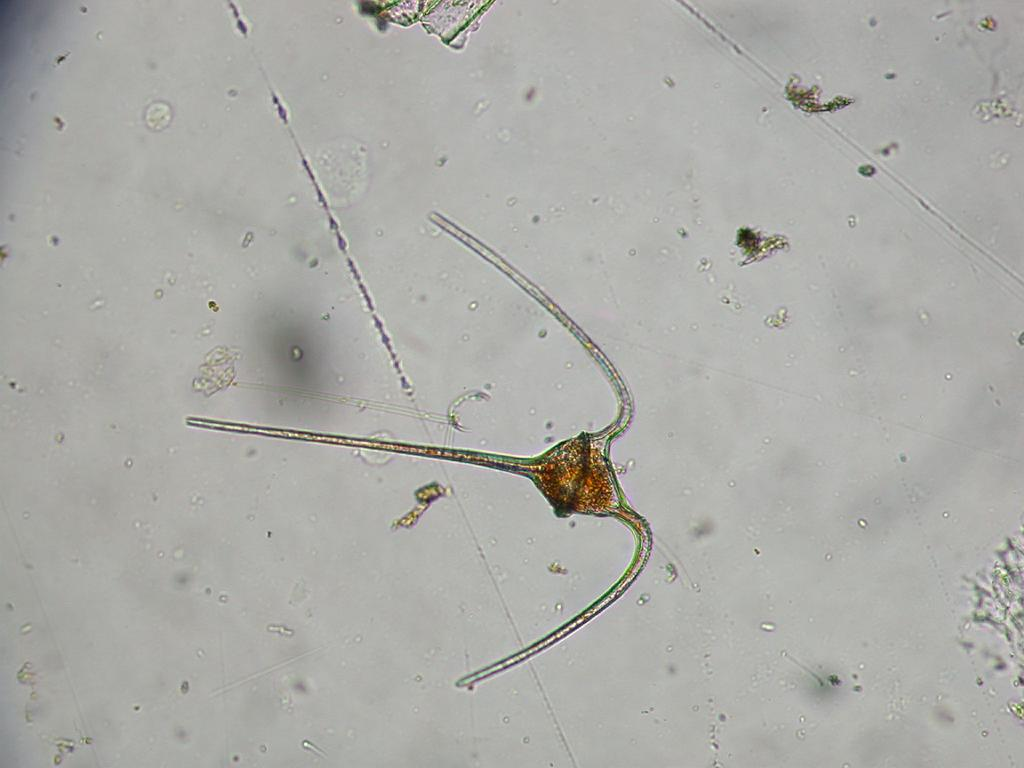
De dinoflagellaat Ceratium met lange borstels

## Planten
- Bij mossen en levermossen is seta de naam voor de kapselsteel, het steeltje van de sporogoon. Aan het eind ervan bevindt zich het sporenkapsel.
- Bij sommige cactussoorten zijn het de stevige, borstelvormige 'naalden', zoals die voorkomen bij het geslacht Opuntia (niet te verwarren met glochidia die zeer kleine weerhaakjes hebben).

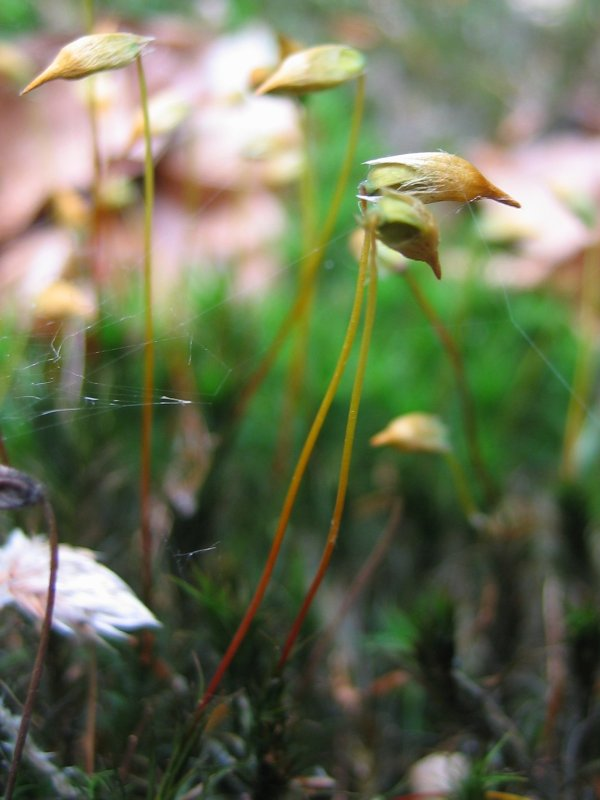
Kapselsteeltjes van sporenkapsels bij haarmos (Polytrichum)
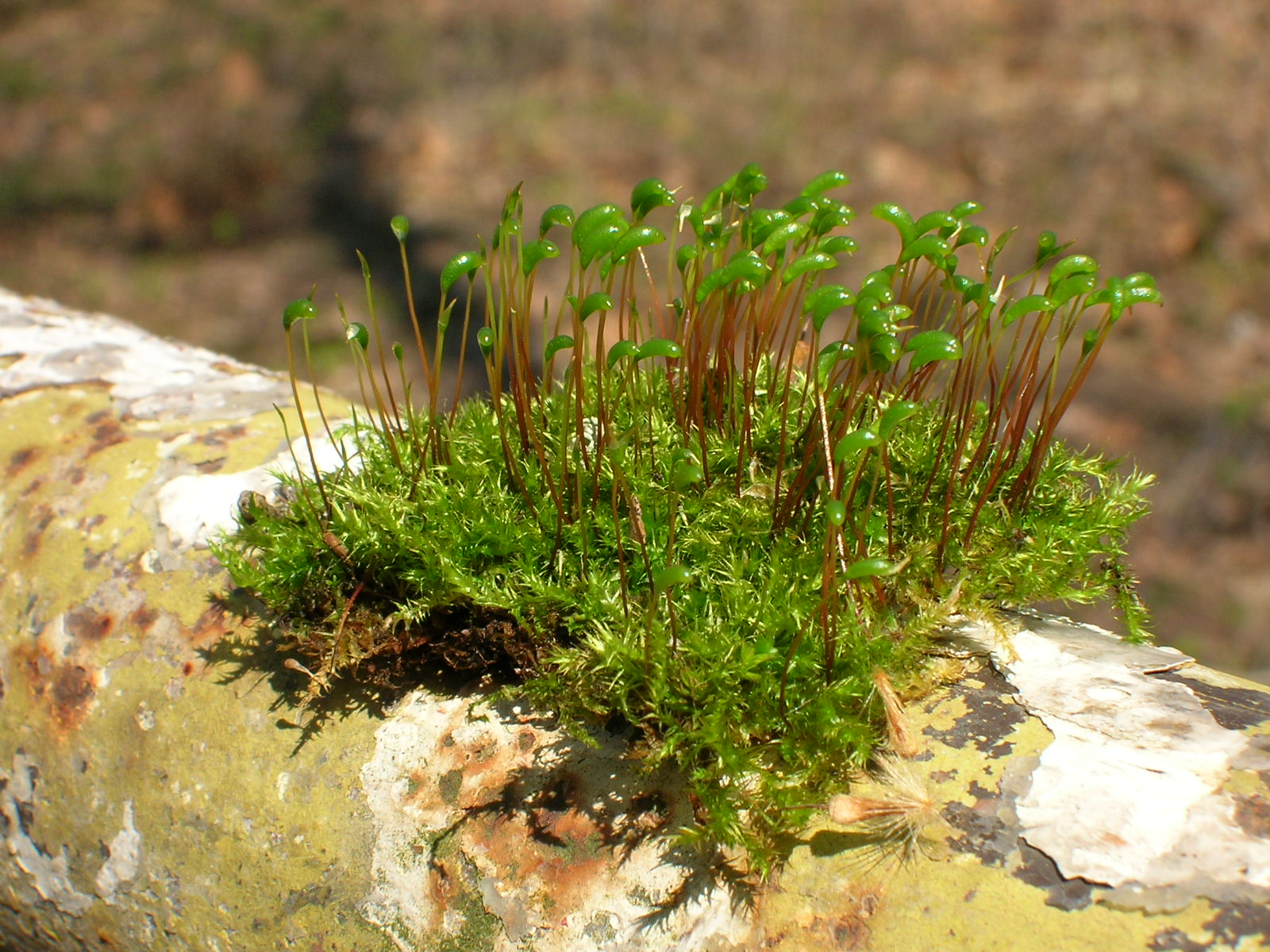
Kapselsteeltjes van dikkopmos
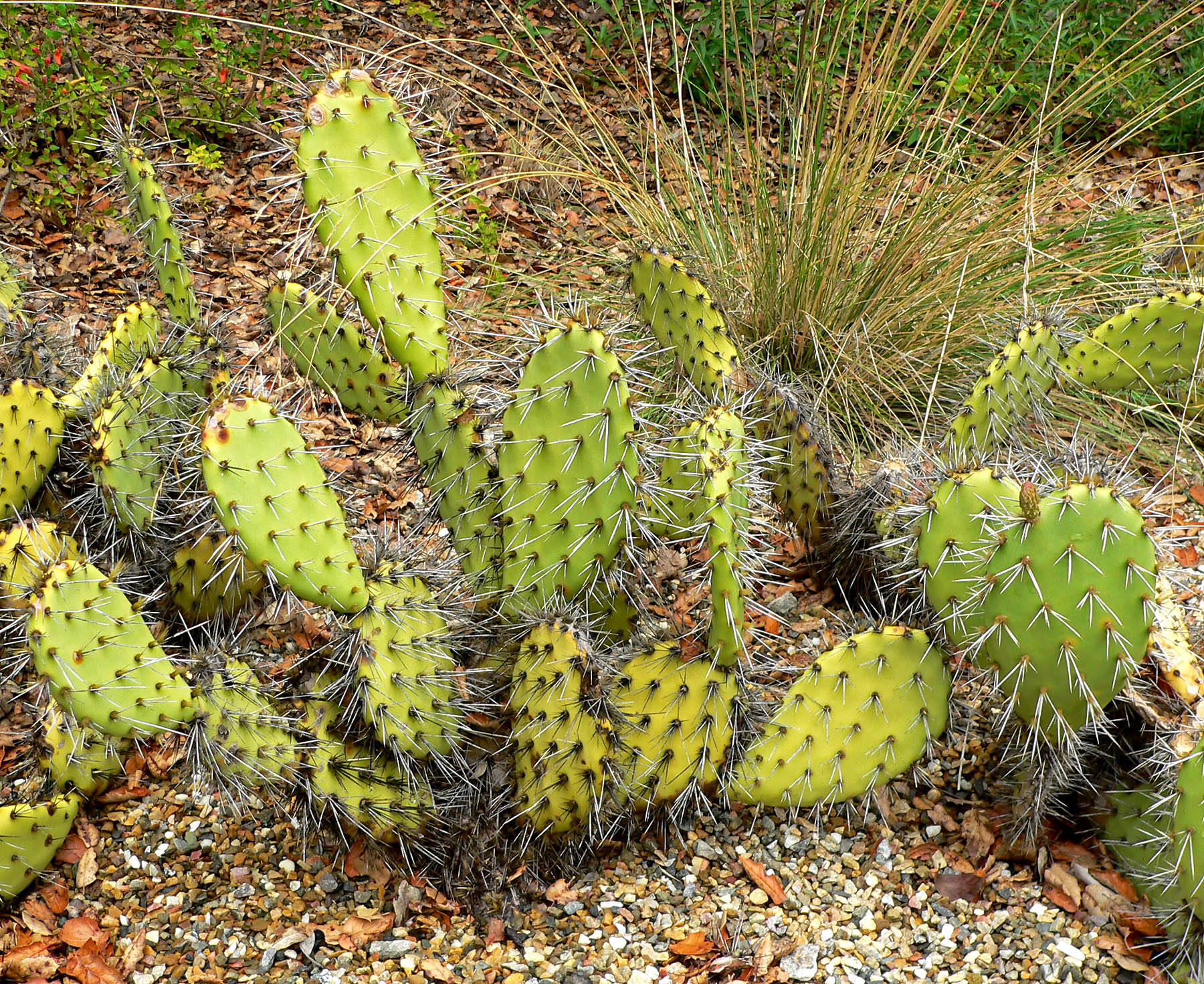
Borstels bij Opuntia littoralis ssp littoralis

## Dieren
- Op de lippen van rondwormen kunnen setae zitten, zoals bij Trilobus longus[1]
- Het is een stijve, vaak beweeglijke, borstel bij Annelida. Setae bij borstelwormen worden specifiek chaetae genaamd. Ze kunnen diverse vormen aannemen met aan het uiteinde knotsjes, haken of spatels. Ze kunnen enkelvoudig zijn of in bosjes groeien.
- Het is een chitineuze uitgroei van de huid bij geleedpotigen. Het kunnen flexibele haarachtige of stijve borstelachtige structuren zijn.
- Het zijn de fijne haartjes op de voetzolen van gekko's die hen toelaten zich aan verticale oppervlakken vast te hechten (hechtlamellen).
- Het zijn de stekelachtige veren die aan de basis van de bek groeien bij sommige vogelsoorten.

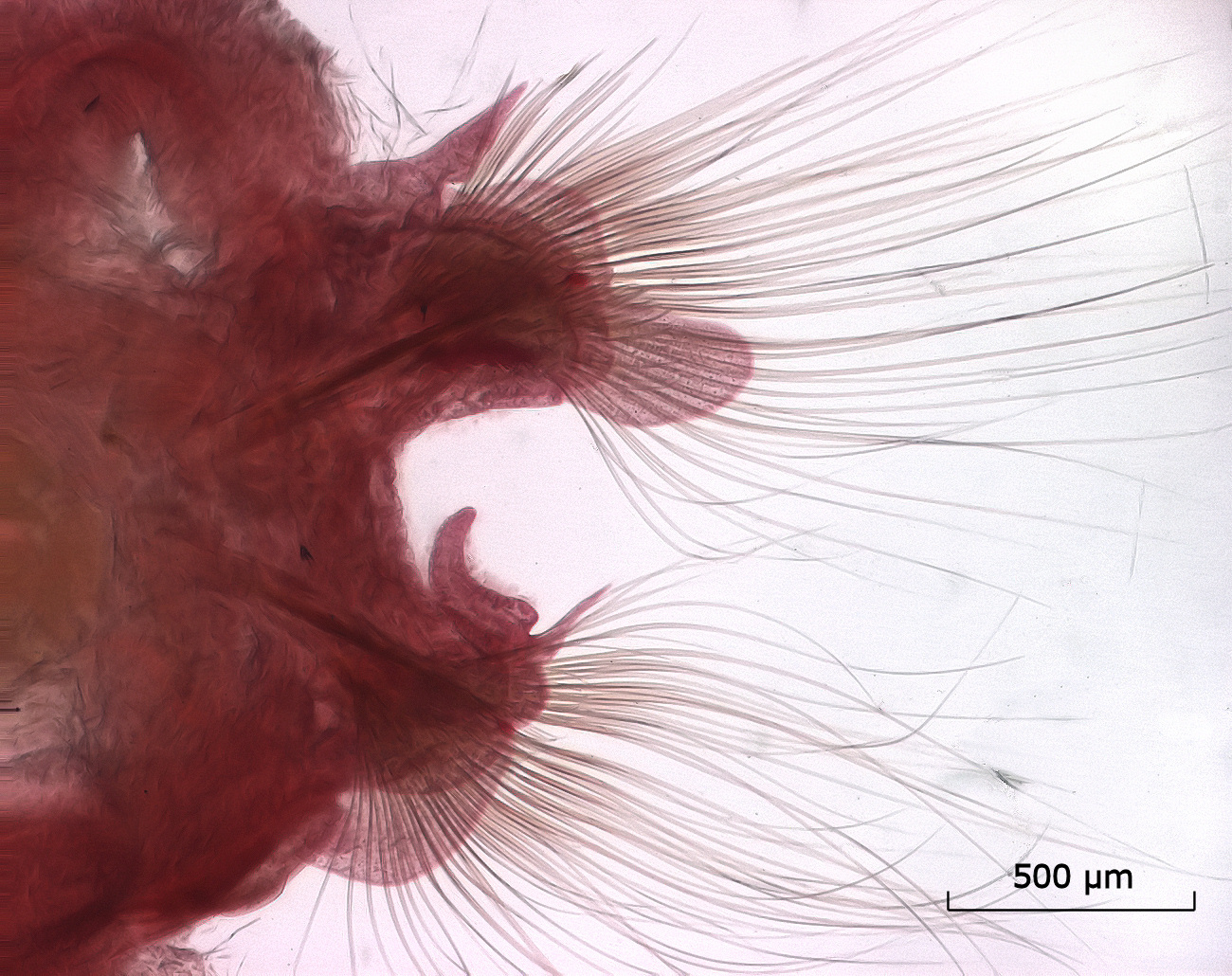
Haarachtige uitsteeksels op de parapoden van de borstelworm Nephtys longosetosa
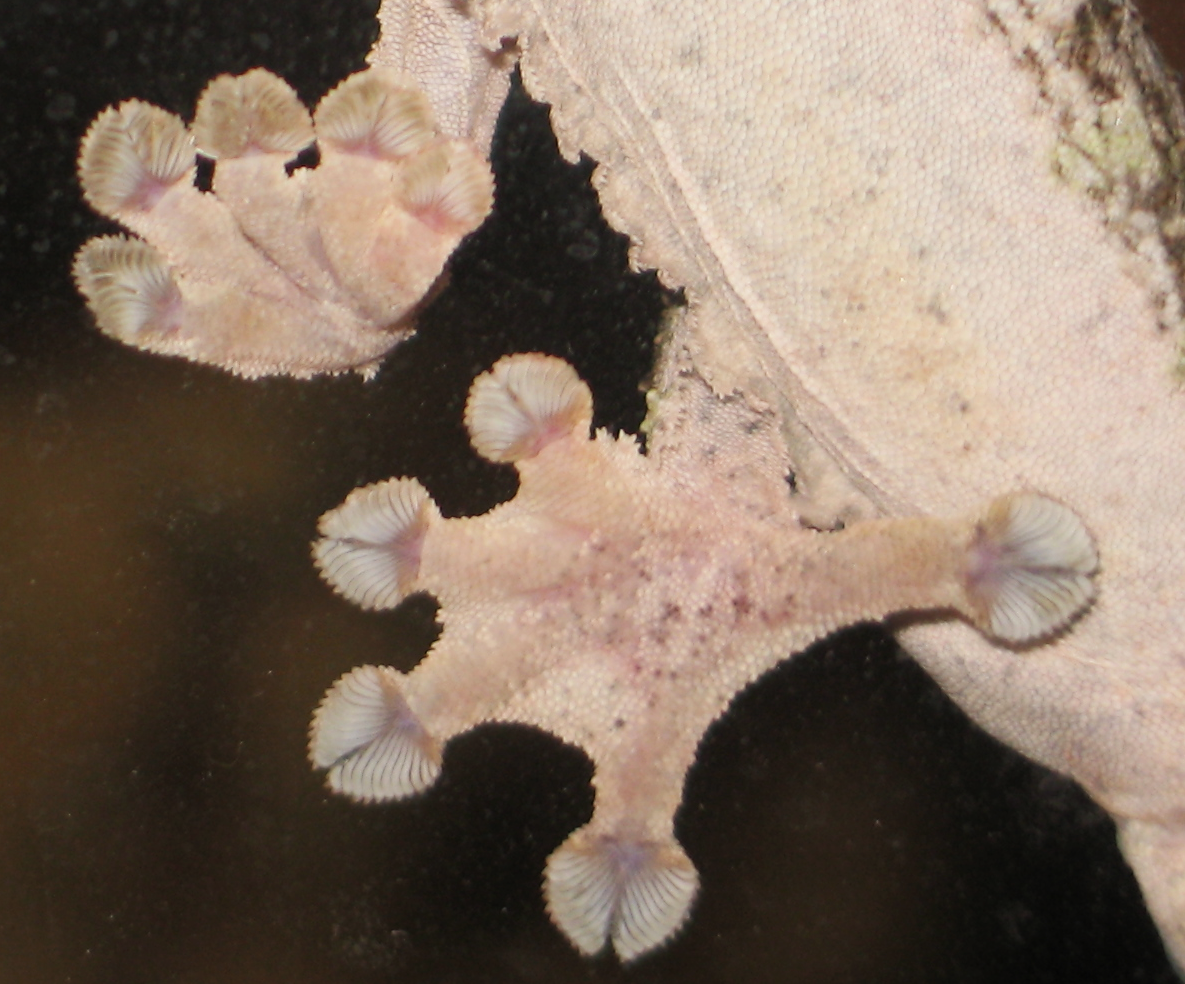
Fijne haartjes onder de tenen van een bladstaartgekko.
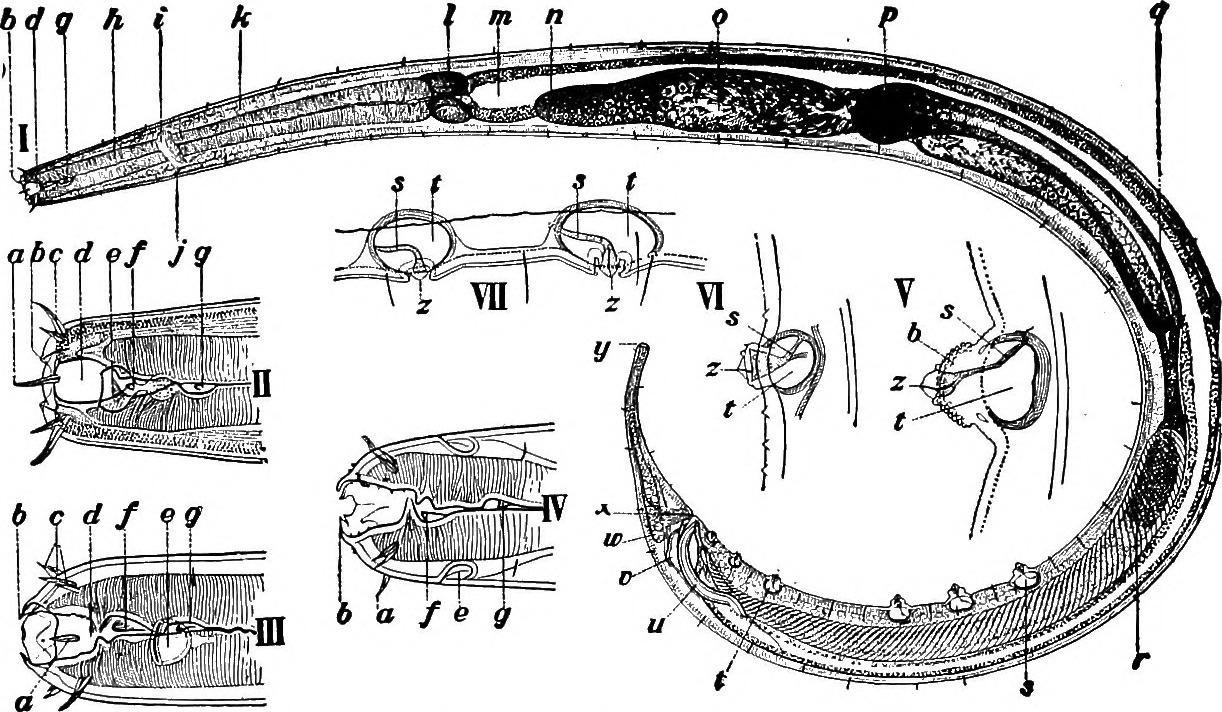
a en c zijn setae van Tobrilus longus
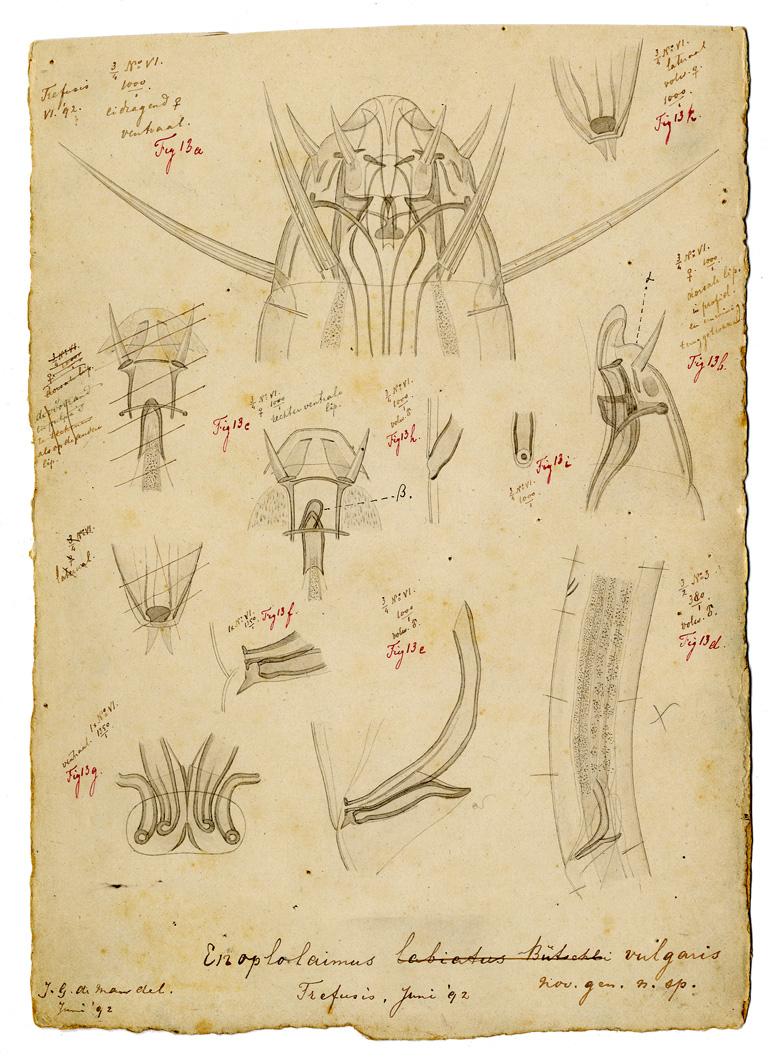
Setae van Enoplolaimus vulgaris